# Gnamptonyx obsoleta
Gnamptonyx obsoleta är en fjärilsart som beskrevs av George Francis Hampson 1913. Gnamptonyx obsoleta ingår i släktet Gnamptonyx och familjen nattflyn. Inga underarter finns listade i Catalogue of Life.